# كاندراكيرتي
كاندراكيرتي (Candrakīrti أو Chandrakirti؛ حروف صينية تقليدية: 月称 أما بينيين:Yuèchēng يوشينغ؛ وباليابانية: Gesshō) هو عالم ودارس بوذي عاش في نالاندا في شمال الهند في القرن السابع الميلادي في الفترة بين 600 - 650.
ولد كاندراكيرتي في سامانتا Samanta في جنوب الهند؛ وكان من أتباع ناجارجونا وعلق على الكثير من أعماله بشكل خاص، وعلى منهج أرياديفا (Aryadeva) بشكل عام.
اشتهر كاندراكيرتي في البوذية التبتية ضمن فئة أمة ثيلغيور Uma Thelgyur، وهي مقاربة لتفسير فلسفة مادهياماكا.

## اقرأ أيضاً
- مادهياماكا
- شانتاراكشيتا

## روابط خارجية
- كاندراكيرتي على موقع الموسوعة البريطانية (الإنجليزية)